# Kleine veldleeuwerik
De kleine veldleeuwerik (Alauda gulgula) is een zangvogel uit de familie van leeuweriken (Alaudidae).

## Verspreiding en leefgebied
Deze soort komt wijdverspreid voor in Azië en telt negen ondersoorten:
- A. g. inconspicua: van zuidelijk Kazachstan tot oostelijk Iran, Pakistan en noordwestelijk India.
- A. g. lhamarum: Pamirgebergte en de westelijke Himalaya.
- A. g. inopinata: Tibetaans Hoogland en noordwestelijk China.
- A. g. vernayi: de oostelijke Himalaya en zuidwestelijk China.
- A. g. gulgula: van het noordelijke en westelijke deel van Centraal-India tot Sri Lanka, Thailand en Indochina.
- A. g. australis: zuidwestelijk India.
- A. g. weigoldi: centraal en oostelijk China.
- A. g. coelivox: zuidelijk en zuidoostelijk China en noordelijk Vietnam, Hainan
- A. g. wattersi: Taiwan, Luzon

## Status
De grootte van de populatie is niet bekend maar de soort wordt omschreven als algemeen tot vrij algemeen. Op de Rode lijst van de IUCN heeft deze soort de status niet bedreigd.